# جون والش (لاعب كرة قدم أمريكية)
جون والش (بالإنجليزية: John Walsh)‏ هو لاعب كرة قدم أمريكية أمريكي، ولد في 12 ديسمبر 1972 في توررانسي في الولايات المتحدة.